# 主教座堂广场 (弗罗茨瓦夫)

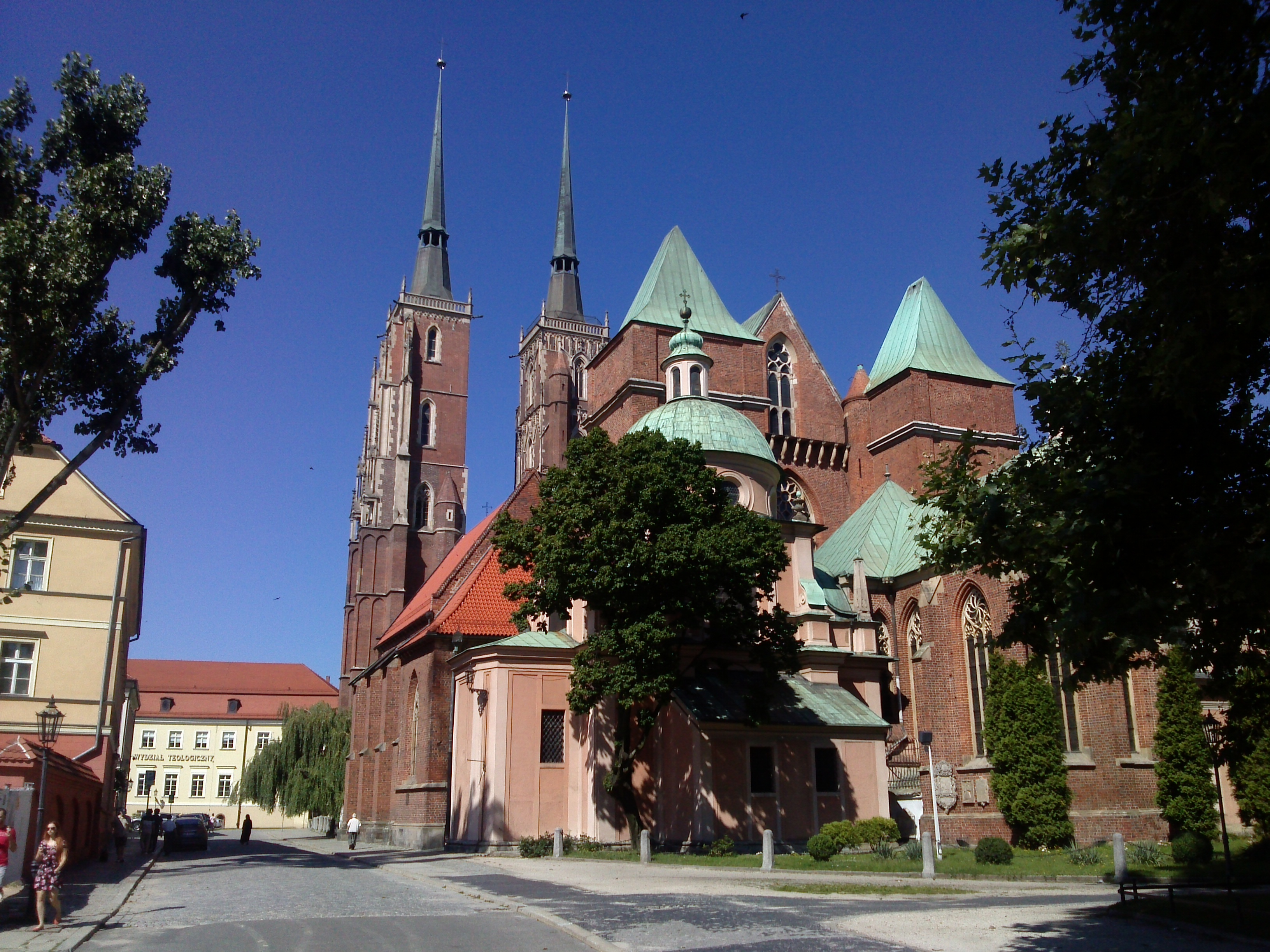

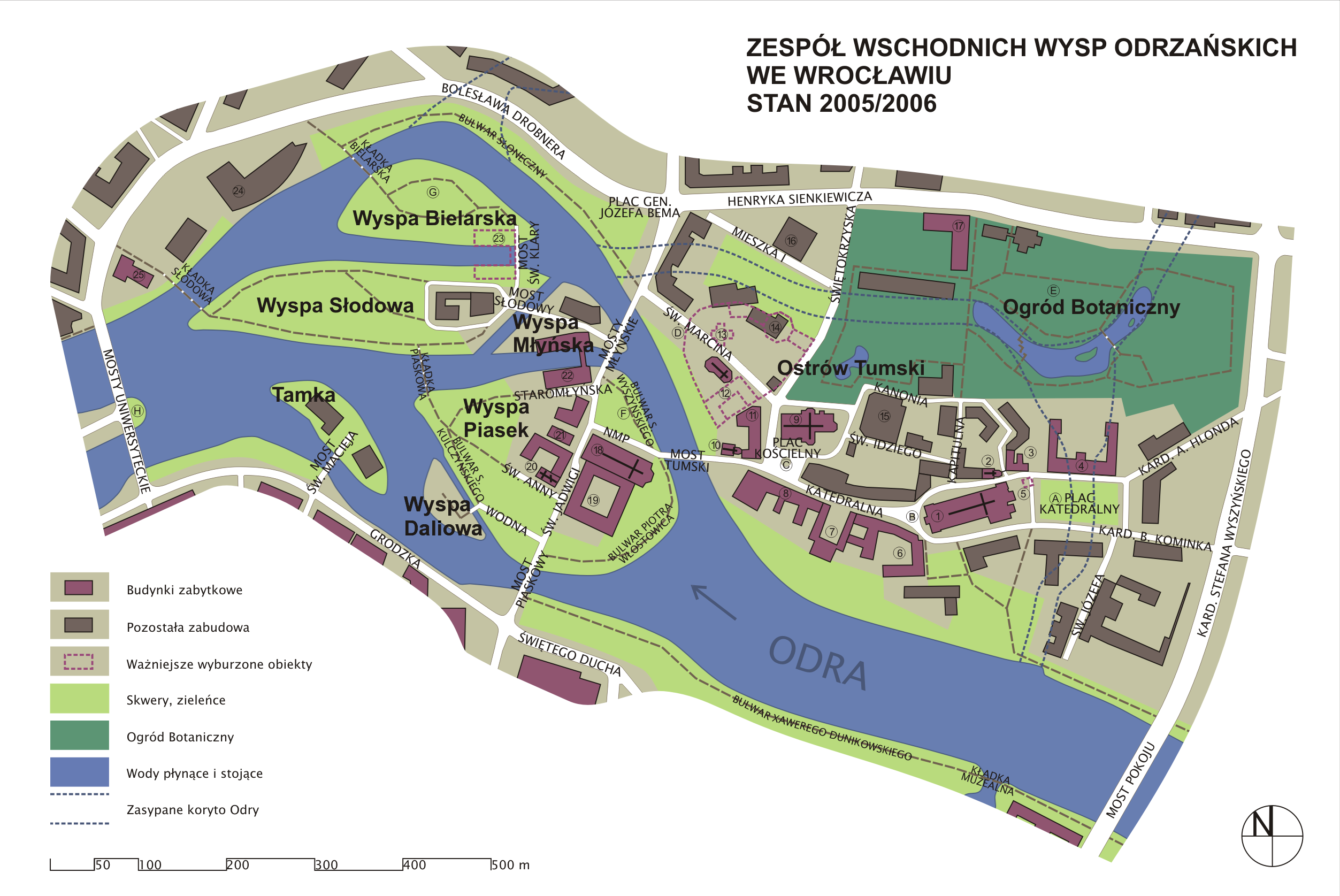

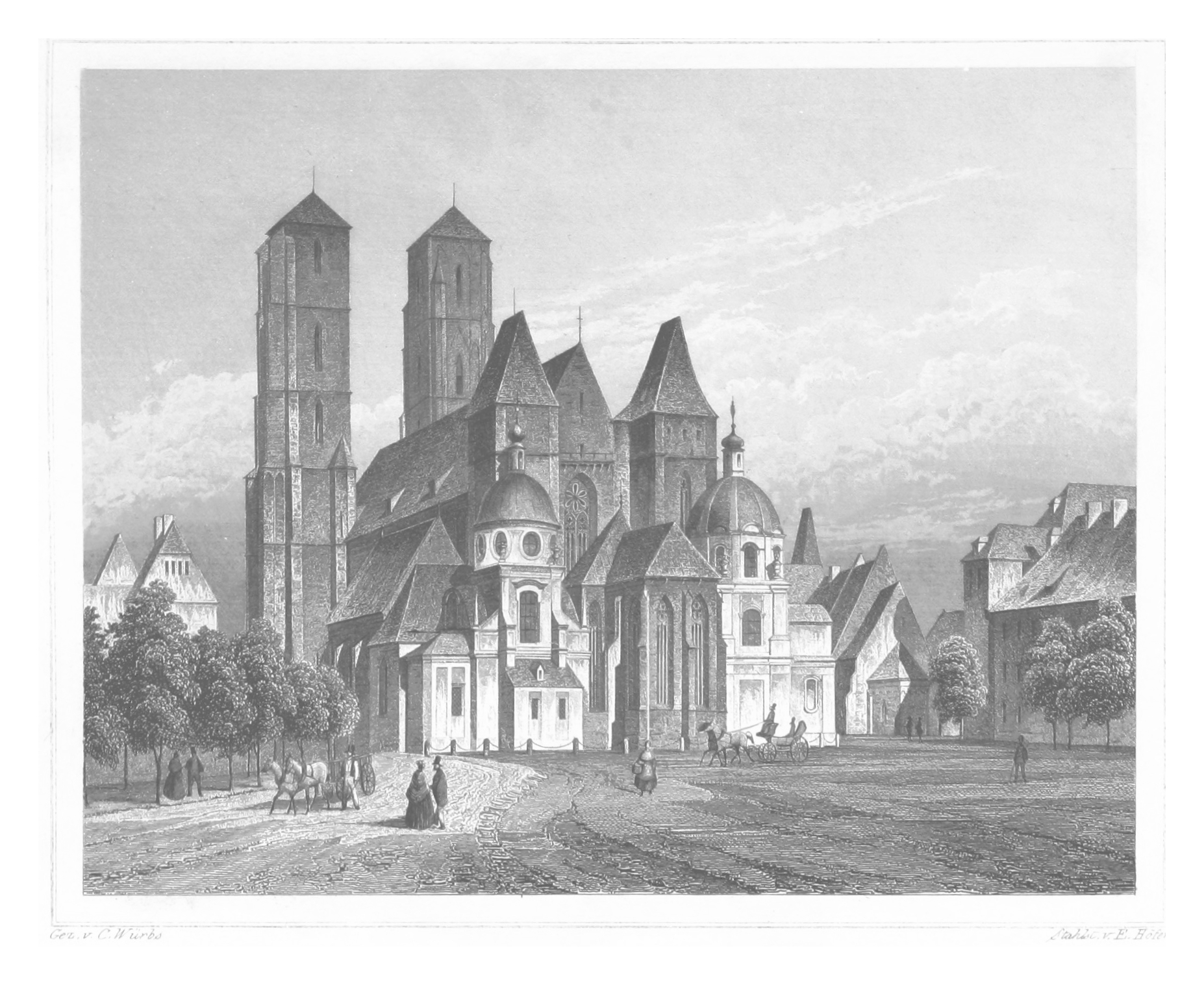
1852年的广场和大教堂

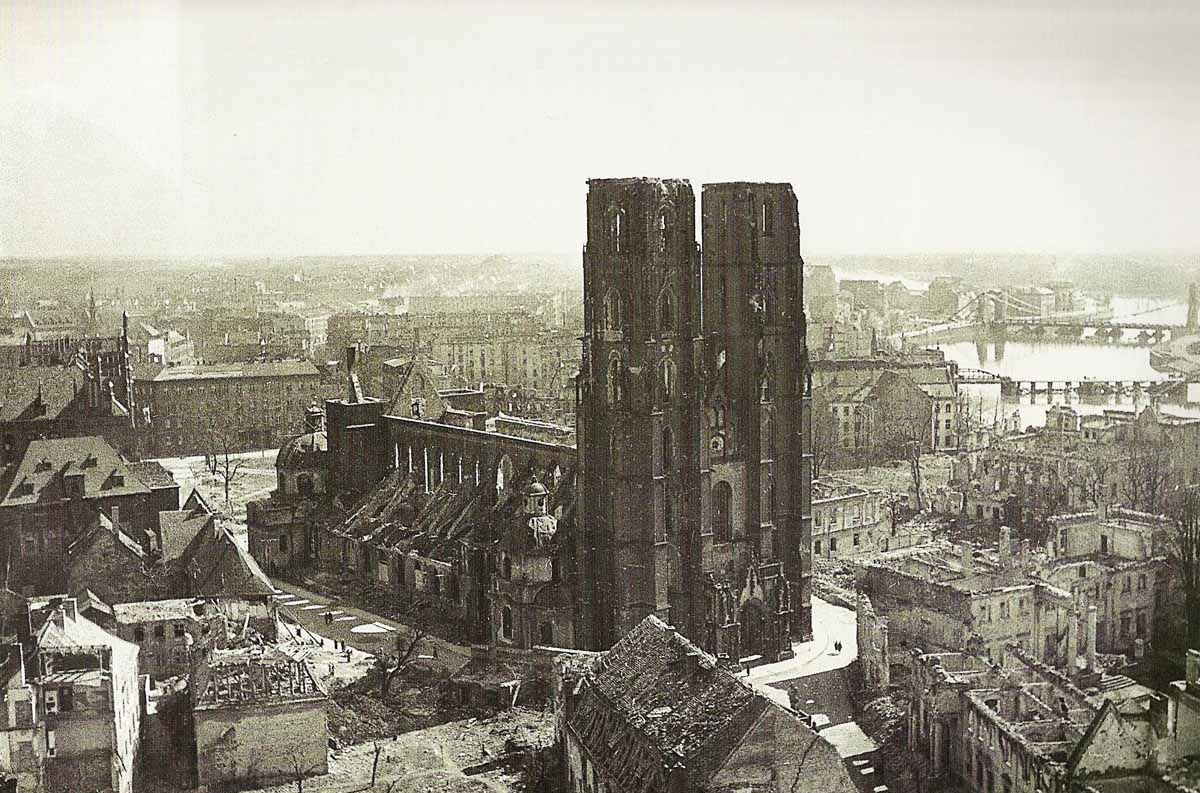
1945年的广场和大教堂

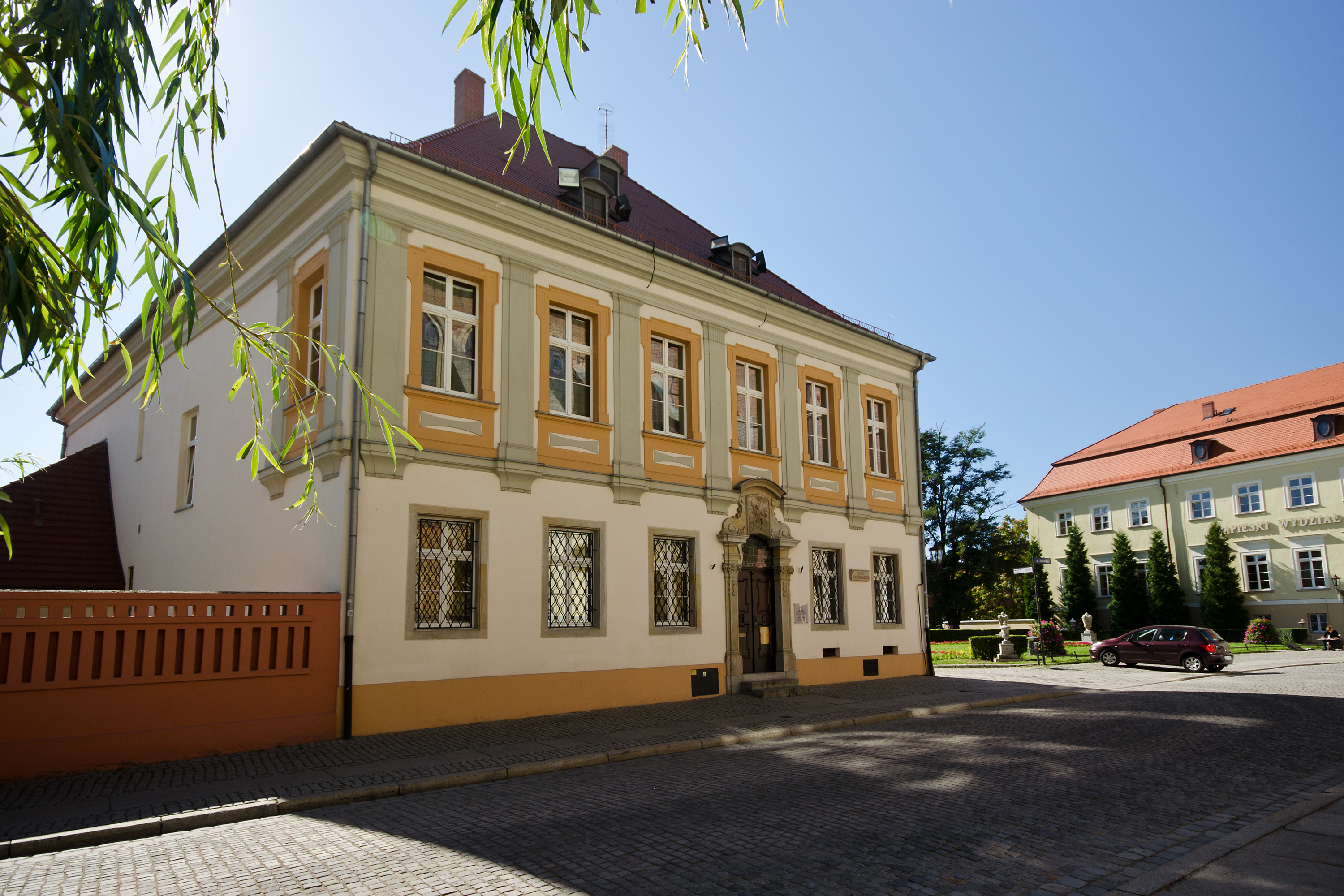
5号再往前就是前敲钟人房子所在地的绿地

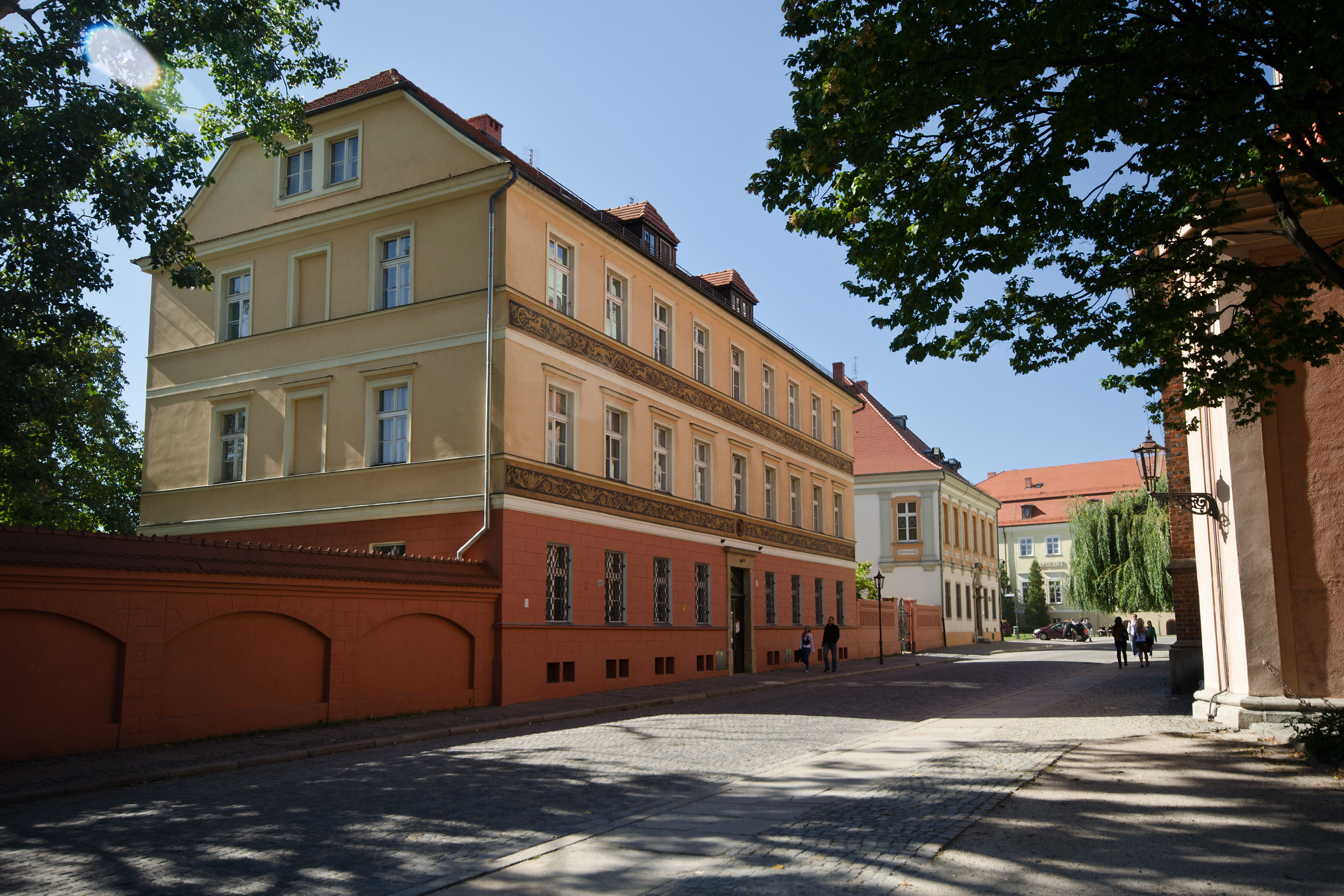
6号

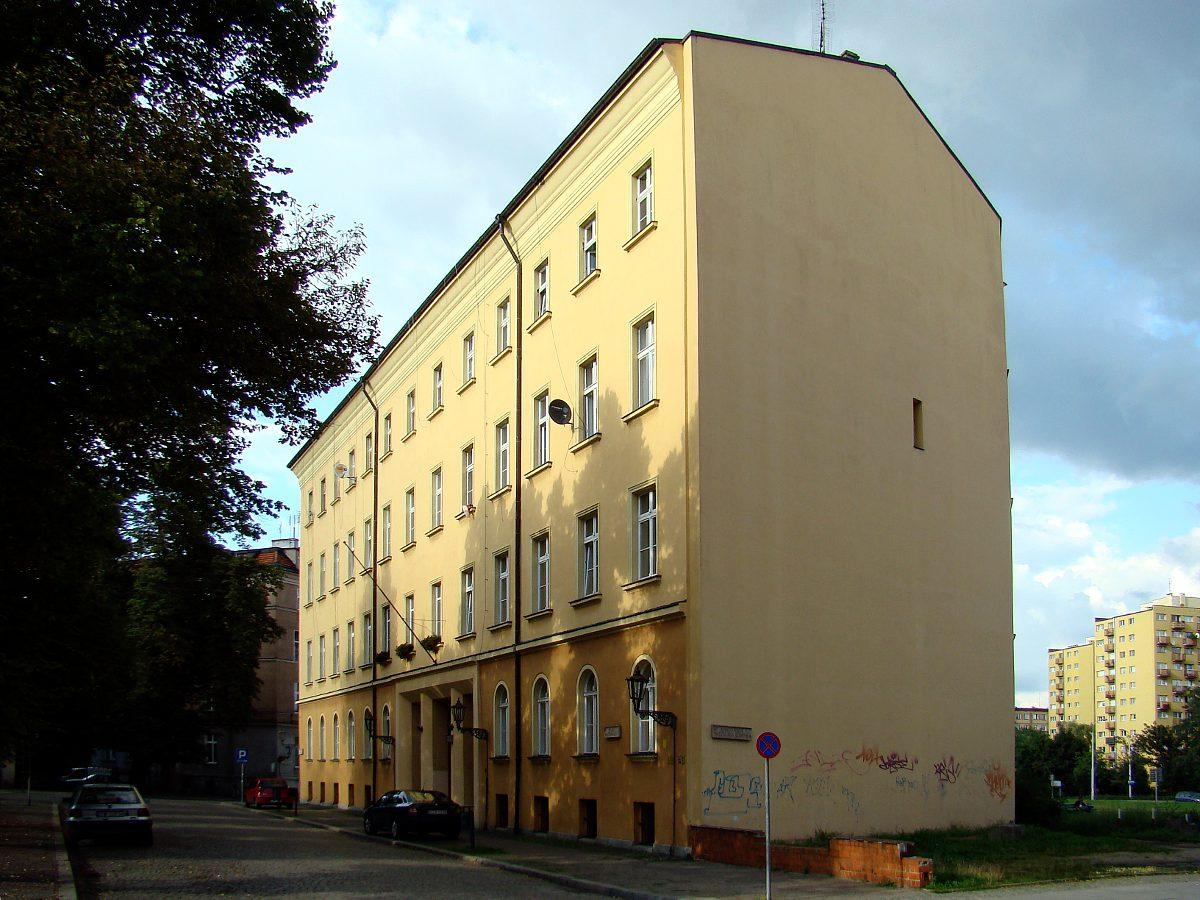
11-12号

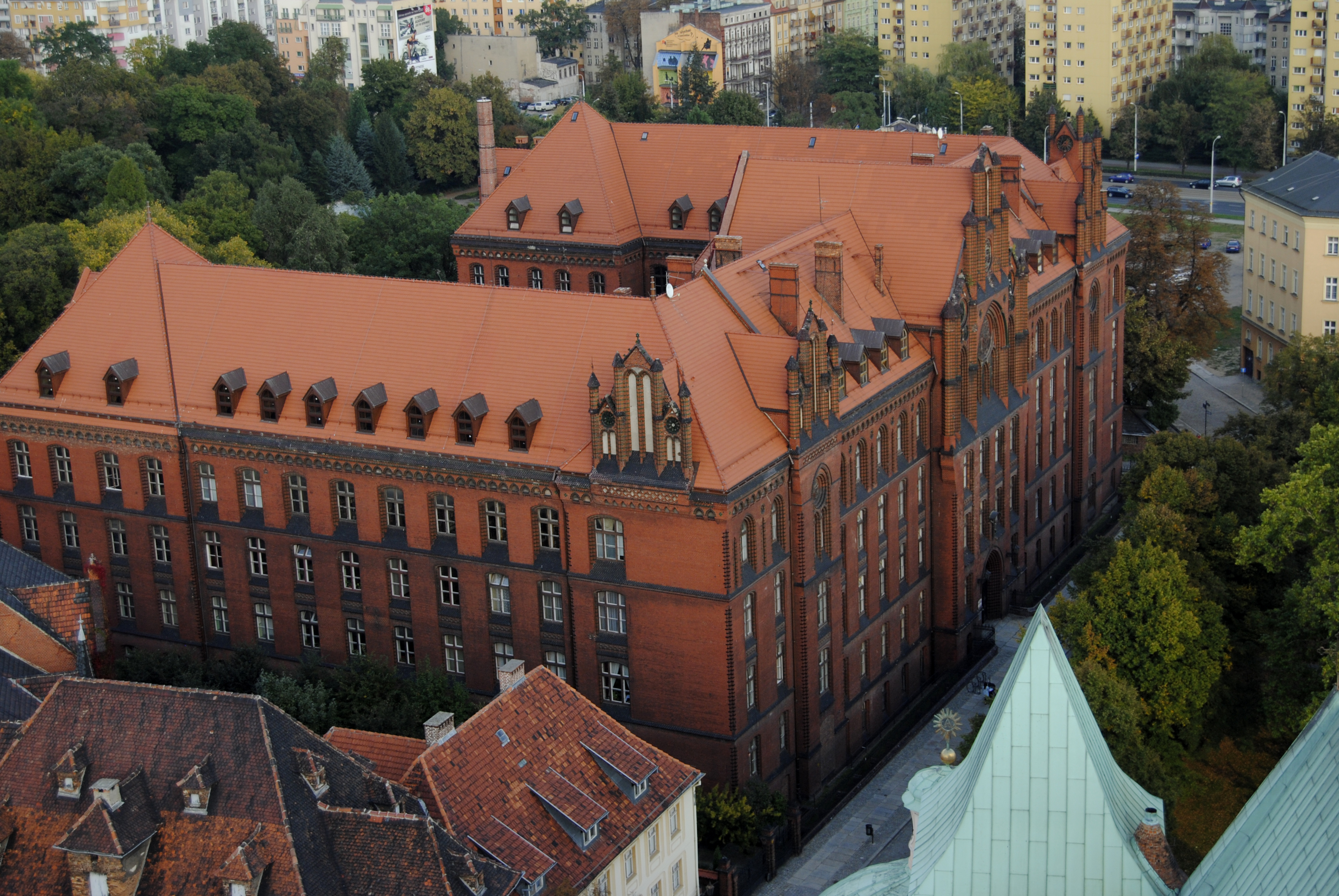
14号：神学院

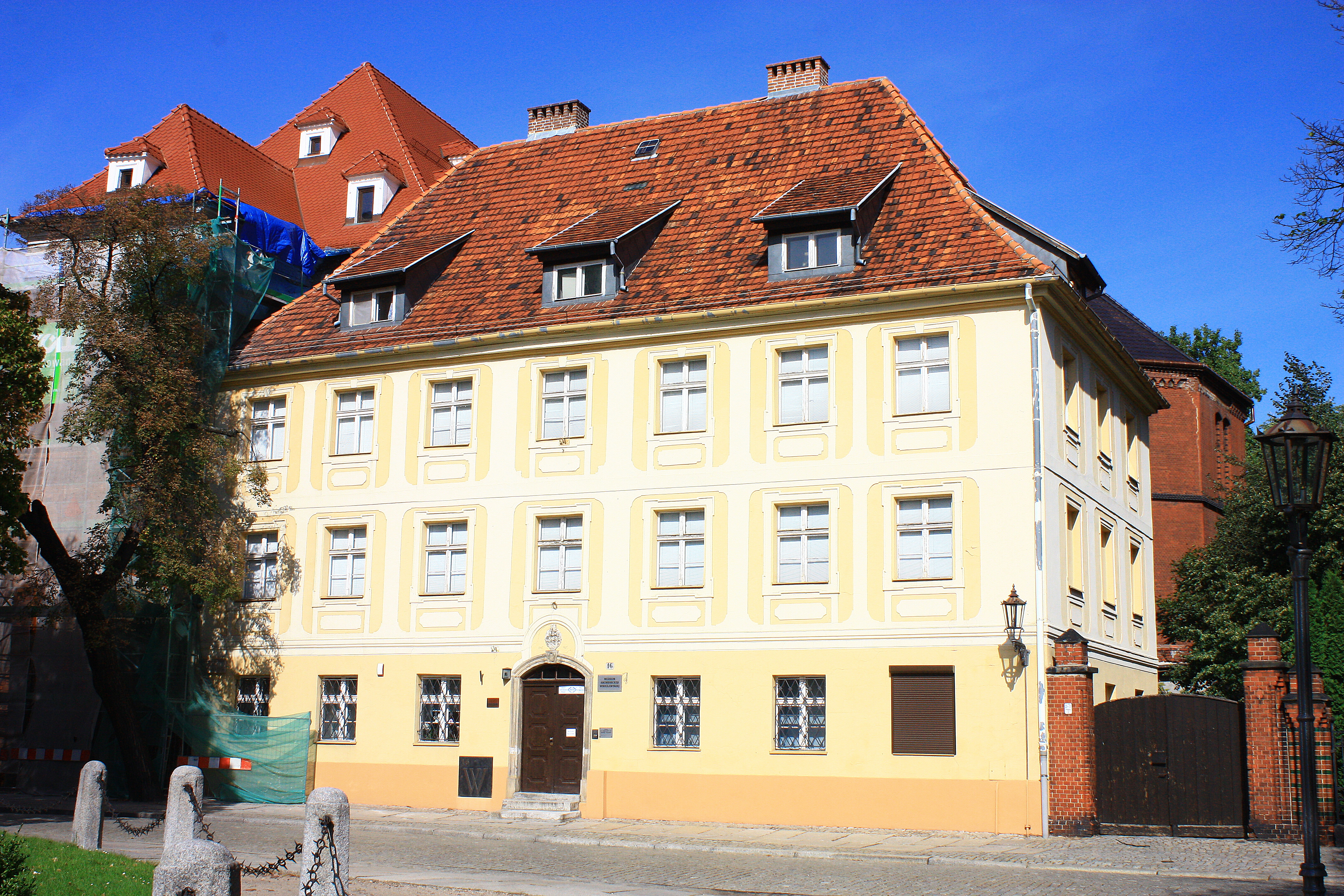
16号：弗罗茨瓦夫总教区博物馆

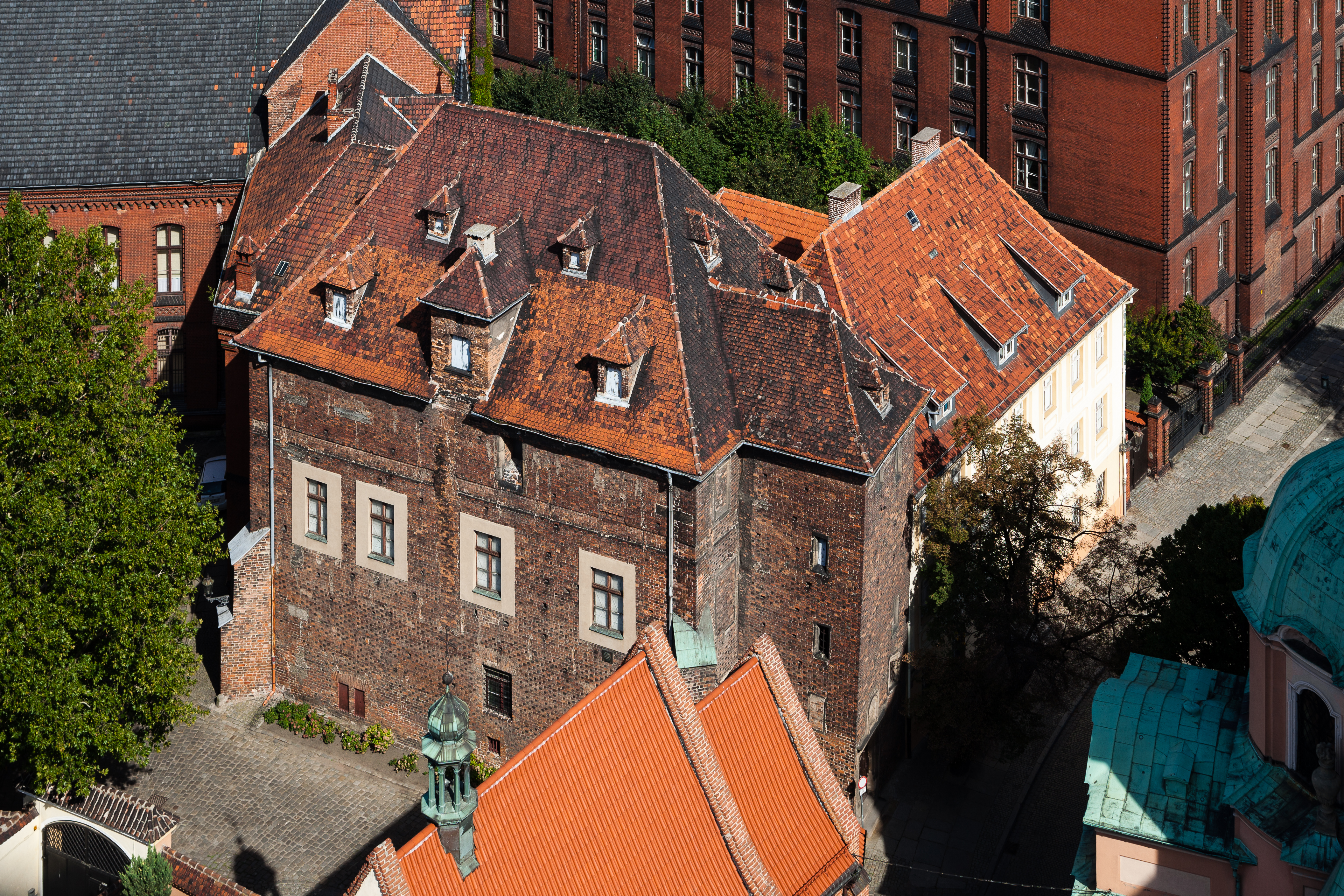
17号-分会会所

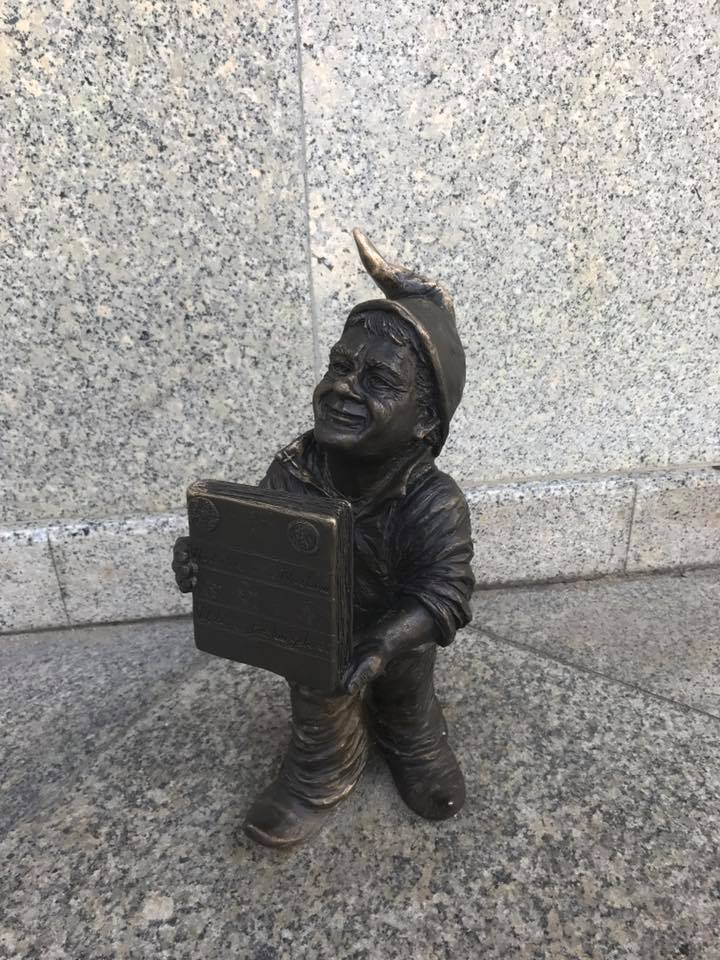
矮人“弗罗茨瓦维亚克”

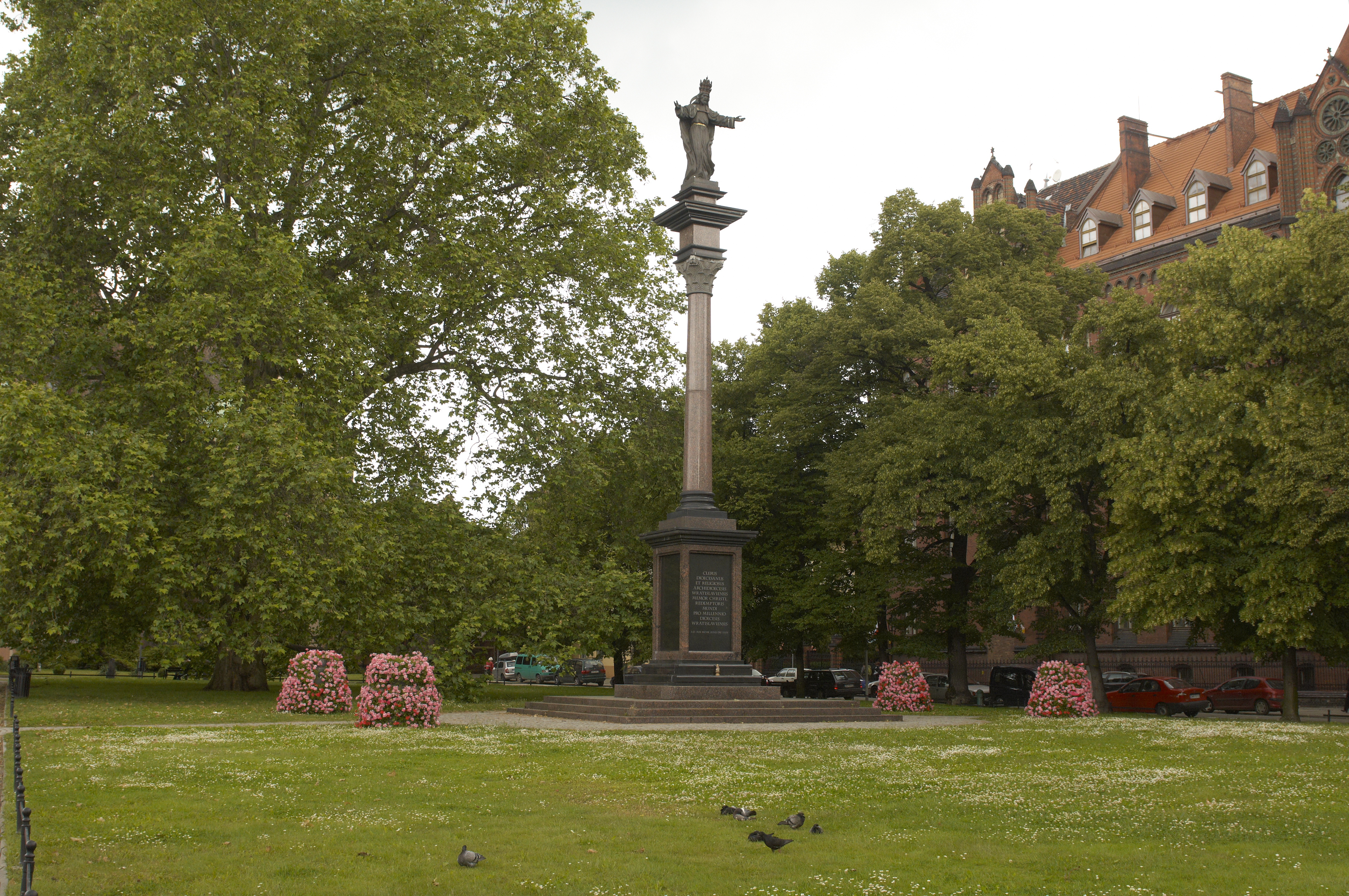

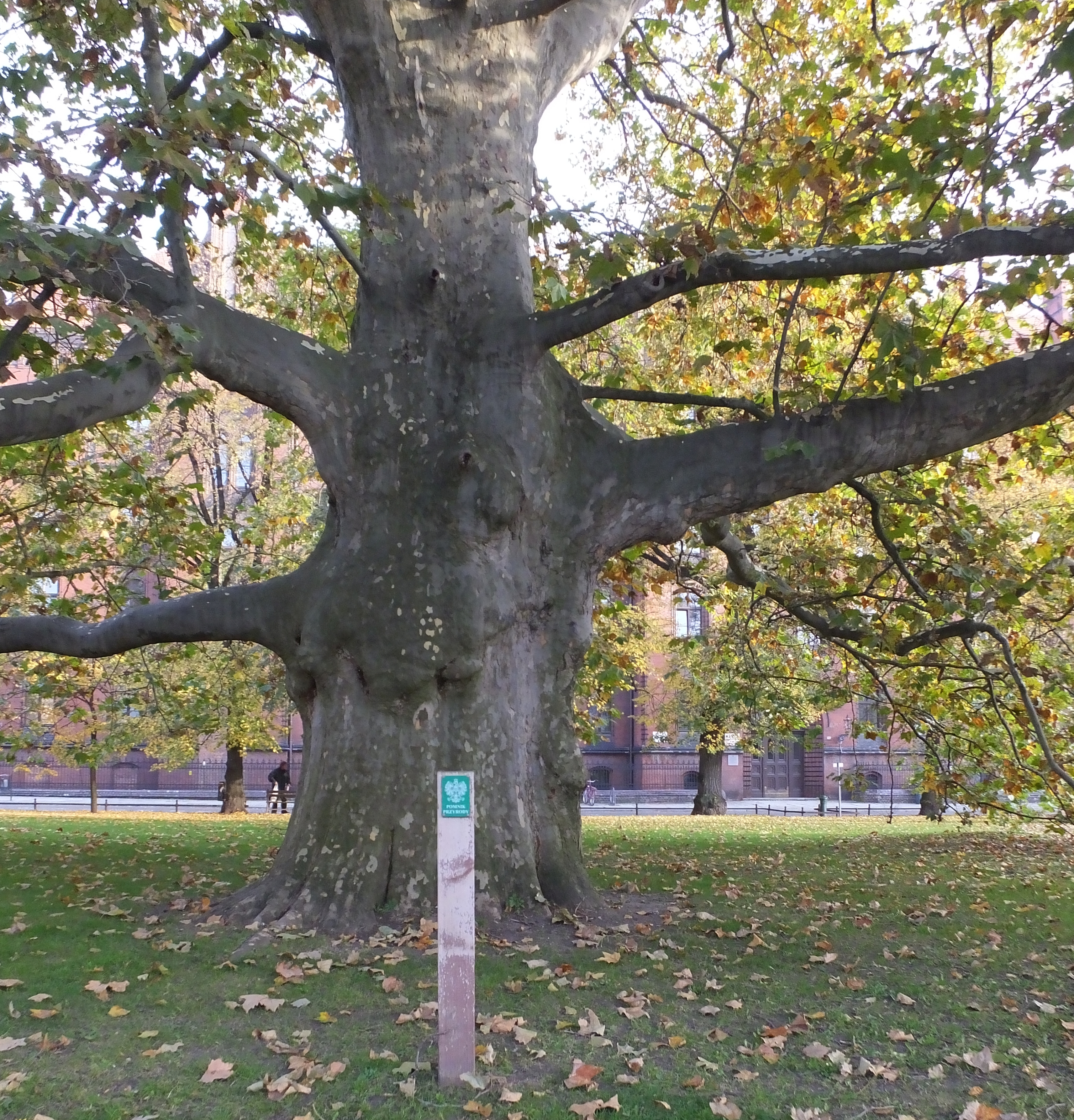
克隆专辑

主教座堂广场（波兰语：Plac Katedralny；德语：Domplatz ）是波兰弗罗茨瓦夫的一个广场，位于中区的座堂岛上。广场得名于位于此处的弗罗茨瓦夫圣若翰洗者主教座堂。总面积15325平方米。

## 景点与保护文物
广场上有以下保护文物：
- 弗罗茨瓦夫圣若翰洗者主教座堂，13-19世纪，1947、1961年公布[6]
- 圣艾智德堂，主教座堂广场1号，13世纪，1947、1961年公布[7]
- kanonia, 主教座堂广场5号，14-18世纪，1959、1962年公布[7]
- 前修女会花园，主教座堂广场5a号，[7]
- kanonia, 主教座堂广场6号，19世纪，1970年公布[9]
- 住宅，原修道院建筑，主教座堂广场11-12号，Gminna Ewidencja Zabytków[7]
- 神学院，主教座堂广场14号，1894-95,2008年公布[9]
- dom kapituły,主教座堂广场16号，18世纪，1962年公布[9]
- dom kapituły,主教座堂广场17号，15-16世纪，1949、1962年公布[9]
- plebania, 主教座堂广场18号，19世纪，1962年公布[9]

广场附近文物古迹：
- 弗罗茨瓦夫总主教宫，主教座堂街15号，13-18世纪，